# Аполлоний Родосский
Аполло́ний Родо́сский (др.-греч. Ἀπολλώνιος Ῥόδιος) — поэт и грамматик, крупнейший эллинистический эпик, родился около 290 г. до н. э. в Александрии (по другим сведениям, в Навкратисе).
Его поэма «Аргонавтика», написанная в нехарактерном для александрийской школы стиле, не имела успеха; это повлекло за собой ссору с его учителем Каллимахом, после чего он оставил Александрию и отправился на Родос. Тут он переработал «Аргонавтику» и вскоре так прославился как учитель и писатель, что родосцы даровали ему гражданство. Позже он вернулся в Александрию и стал руководителем библиотеки (как преемник Зенодота и предшественник Эратосфена).
Его грамматические сочинения, точно так же как и некоторые стихотворения, не сохранились, за исключением нескольких отрывков; сохранилась только «Аргонавтика» — единственное дошедшее до нас эпическое произведение эллинистической эпохи.
Римляне очень высоко оценивали это произведение; Публий Теренций Варрон перевёл его, Вергилий и особенно Валерий Флакк ему подражали.

## Тексты и переводы
- В «Loeb classical library» поэма издана под № 1, открыв серию (недавно вышло новое издание).
- В серии «Collection Budé» «Аргонавтика» издана в 3 томах.

Русские переводы:
- Аполлоний Родосский. Аргонавтика. / Пер. и примеч. Г. Ф. Церетели, послесл. Ф. А. Петровского. Тб., Мецниереба. 1964. 349 стр. 1000 экз. (на греч. и рус. яз.)
  - переизд.: Александрийская поэзия. (Серия «Библиотека античной литературы»). М.: Худож. лит., 1972. С. 143—300.
- Аполлоний Родосский. Аргонавтика. / Пер., ст. и прим. Н. А. Чистяковой. Отв. ред. М. Л. Гаспаров. (Серия «Литературные памятники»). М.: Ладомир-Наука. 2001. 240 стр. ISBN 5-86218-288-8

## Исследования
- Папаринска, Вита Ю. Жизнь и творчество Аполлония Родосского. Рига: ЛГУ, 1989.
- Чистякова Н. А. Эллинистическая поэзия: Литература, традиции и фольклор. Л.: Изд-во ЛГУ, 1988, 101—118.
- Антипенко А. Л. Путь предков. Традиционные мотивы в «Аргонавтике» Аполлония Родосского. М.: Ладомир. 2005. 318 стр. ISBN 5-86218-417-1
- Schmakeit, Iris Astrid. Appolonios Rhodios und die attische Tragödie. Gattungsüberschreitende Intertextualität in der alexandrinischen Epik : : proefschr… / door Iris Astrid Schmakeit ; Rijksuniv. Groningen Groningen, 2003—315. [6] с.;24 см+Stellingen (1 л.) — Рез. нидерл.. — Библиогр.: с. 292—310.
- Смыка О. В. Некоторые замечания об источниках «Аргонавтики»  Аполлония Родосского // Вопросы классической филологии. – 1973. – 5. –  С. 108–123.
- Смыка О. В. О композиции «Аргонавтики» Аполлония Родосского // Вопросы классической филологии. – 1971. – ¾. – С. 344–364.
- Тахо-Годи А. А. Стилистический смысл хтонической мифологии в  «Аргонавтике» Аполлония Родосского // Вопросы классической филологии. –  1973. – 5. – С. 68–89.
- Чистякова Н. А. Политическая тенденциозность «Аргонавтики» Аполлония Родосского, время и обстоятельства возникновения поэмы // Язык и стиль античных писателей. – Л., 1966. – С. 206–217.

## Схолии к поэме
- Издание Меркеля и Киля со схолиями (1854).
- Новое издание схолий опубликовано Венделем (1958 год).